# Under One Flag
Under One Flag was een Brits platenlabel uit Londen, dat zich richtte op een heavymetalpubliek, in het bijzonder op thrash metal. Ze zijn vooral bekend om de heruitgaven van klassieke heavymetalalbums, als die van Venom en Dark Angel, alsmede van originele uitgaven van diezelfde en een aantal andere heavymetalbands. Sommige albums die van Under One Flag vinyl zijn uitgegeven zijn nu verzamelaarsobjecten.

## Geschiedenis
Under One Flag opereerde als een dochteronderneming van Music For Nations, dat in een later stadium ook alle rechten van uitgaven en een deel van de getekende bands van ze over nam. Music For Nations was op haar beurt een dochteronderneming van Zomba Music Group. De eerste officiële uitgave van Under One Flag was “The Force” (1986), van de Engelse band Onslaught. In deze periode was de cd met een opmars bezig in de muziekwereld. Desondanks bleef Under One Flag heavymetalalbums naast op cd ook uitgeven op vinyl en zelfs op cassette, waarmee ze zich onderscheidden van labels die zich volledig op de cd-markt richtten. Ook gaven ze een aantal compilatie-albums uit onder de naam “Speed Kills…”, gevolgd door een term die refereerde aan een op dat moment populair metalnummer.
Het label bracht intussen ook het derde en vierde studioalbum van de Zweedse blackmetalband Bathory uit, waardoor hun status verder verstevigd werd. Hierdoor werd Under One Flag ook in staat gesteld bands van het kaliber Nuclear Assault en Forbidden te tekenen. Onder de rechten van eerder uitgebrachte thrashmetalalbums die Under One Flag verwierf bevond zich een belangrijk deel van de catalogus van Combat Records.  Daardoor konden ze ook de compilatie van Death’s Fate: The Best of Death opnieuw uitbrengen.
In het begin van de jaren negentig steeg de populariteit van heavy metal tot dan ongekende hoogte. Bands die tot dan toe alleen succes in het underground circuit hadden beleefd, bereikten successen in de mainstream, waardoor moederbedrijf Music For Nations alle activiteiten van Under One Flag overnam en de stekker uit het label trok. Het laatste album dat Under One Flag heeft uitgegeven was Progress Of Decadence van Overdose, in 1994. In totaal zijn er 232 uitgaven gepubliceerd door Under One Flag verspreid over eenendertig titels.

## Catalogus
| Artiest           | Titel (Format)                                            | Jaar | Serienummer    |
| ----------------- | --------------------------------------------------------- | ---- | -------------- |
| Acid Drinkers     | Strip Tease (CD, Album)                                   | 1992 | CDFLAG 76      |
| Acid Drinkers     | Dirty Money Dirty Tricks (LP, Album)                      | 1991 | FLAG 59        |
| Acid Drinkers     | Dirty Money, Dirty Tricks (CD, Album)                     | 1991 | CD FLAG 59     |
| Acid Drinkers     | Are You A Rebel? (LP, Album)                              | 1990 | FLAG 45        |
| Acid Drinkers     | Are You A Rebel? (CD, Album)                              | 1990 | CD FLAG 45     |
| Acid Reign        | The Worst Of Acid Reign (LP, Comp + 7")                   | 1991 | FLAG 60        |
| Acid Reign        | The Worst Of Acid Reign (CD)                              | 1991 | CD FLAG 60     |
| Acid Reign        | Obnoxious (Album) (3 versions)                            | 1990 | FLAG 39        |
| Acid Reign        | Obnoxious (LP, Album)                                     | 1990 | FLAG 39        |
| Acid Reign        | Obnoxious (LP, TP)                                        | 1990 | FLAG 39        |
| Acid Reign        | Obnoxious (Cass)                                          | 1990 | FLAG 39        |
| Acid Reign        | Obnoxious (CD, Album)                                     | 1990 | CD FLAG 39     |
| Acid Reign        | Hangin' On The Telephone (Cass, EP)                       | 1989 | T FLAG 109     |
| Acid Reign        | The Fear (Cass)                                           | 1989 | TFLAG 31       |
| Acid Reign        | Hangin' On The Telephone (7", Single)                     | 1989 | FLAG 109       |
| Acid Reign        | The Fear (Album) (2 versions)                             | 1989 | FLAG 31        |
| Acid Reign        | The Fear (LP, Album)                                      | 1989 | FLAG 31        |
| Acid Reign        | The Fear / Moshkinstein (CD, Album)                       | 1989 | CD FLAG 31     |
| Acid Reign        | Hangin' On The Telephone (12", EP)                        | 1989 | 12 FLAG 109    |
| Acid Reign        | Humanoia (EP) (2 versions)                                | 1989 | 10 FLAG 106    |
| Acid Reign        | Humanoia (10", EP)                                        | 1989 | 10 FLAG 106    |
| Acid Reign        | Humanoia (10", EP)                                        | 1989 | 10 FLAG 106    |
| Acid Reign        | Moshkinstein (12", MiniAlbum)                             | 1988 | M FLAG 20      |
| Acid Reign        | Moshkinstein (12", EP)                                    | 1988 | 88561-8230-1   |
| Agony             | The First Defiance (LP, Album)                            | 1988 | FLAG 19        |
| Agony             | The First Defiance (CD, Album)                            | 1988 | CD FLAG 19     |
| Agony             | The First Defiance (LP, Album)                            | 1988 | 88561-8229-1   |
| Agony             | The First Defiance (LP, Album)                            | 1988 | 100871         |
| Apocalypse        | Apocalypse (Cass, Album)                                  | 1988 | T FLAG 23      |
| Apocalypse        | Apocalypse (LP, Album)                                    | 1988 | FLAG 23        |
| Apocalypse        | Apocalypse (CD, Album)                                    | 1988 | CD FLAG 23     |
| Bad Moon Rising   | Blood (CD, Album)                                         | 1993 | CDFLAG 79      |
| Bad Moon Rising   | Bad Moon Rising (CD, Album)                               | 1993 | CDFLAG 78      |
| Bathory           | The Return...... (LP, Album)                              |      | FLAG 9         |
| Bathory           | Bathory (LP, Album)                                       |      | FLAG 8         |
| Bathory           | Blood Fire Death (CD, Album)                              | 1990 | MCD 1063       |
| Bathory           | Blood Fire Death (Cass, Album)                            | 1988 | T FLAG 26      |
| Bathory           | Blood Fire Death (LP, Album, Pic)                         | 1988 | FLAG 26P       |
| Bathory           | Blood Fire Death (LP, Album, Gat)                         | 1988 | FLAG 26        |
| Bathory           | Blood Fire Death (CD, Album)                              | 1988 | CDFLAG 26      |
| Bathory           | Blood Fire Death (LP, Album)                              | 1988 | 102261         |
| Bathory           | Under The Sign Of The Black Mark (Cass, Album)            | 1987 | T FLAG 11      |
| Bathory           | Under The Sign Of The Black Mark (LP, Album)              | 1987 | FLAG 11        |
| Bathory           | Under The Sign Of The Black Mark (LP, Album)              | 1987 | 2370           |
| Blind Illusion    | The Sane Asylum (LP, Album)                               | 1988 | FLAG 18        |
| Blind Illusion    | The Sane Asylum (CD, Album)                               | 1988 | CD FLAG 18     |
| Blind Illusion    | The Sane Asylum (LP, Album)                               | 1988 | 88561-8226-1   |
| Blind Illusion    | The Sane Asylum (LP)                                      | 1988 | 100812         |
| Blind Illusion    | The Sane Asylum (CD, Album)                               | 1988 | 25DP 5346      |
| C.I.A.            | In The Red (CD, Album)                                    |      | CD FLAG 40     |
| C.I.A.            | Attitude (LP)                                             | 1992 | FLAG 68        |
| C.I.A.            | Attitude (CD, Album)                                      | 1992 | CDFLAG 68      |
| C.I.A.            | In The Red (LP, Album)                                    | 1990 | FLAG 40        |
| Cerebral Fix      | Death Erotica (Cass, Album)                               | 1992 | TFLAG75        |
| Cerebral Fix      | Death Erotica (LP)                                        | 1992 | FLAG75         |
| Cerebral Fix      | Death Erotica (CD, Album)                                 | 1992 | CD FLAG 75     |
| Creation Of Death | Purify Your Soul (LP, Album)                              | 1991 | Flag 62        |
| Creation Of Death | Purify Your Soul (CD)                                     | 1991 | CDFLAG 62      |
| Dark Angel        | Decade Of Chaos - The Best Of (Cass, Comp)                | 1992 | TMFLAG 70      |
| Dark Angel        | Decade Of Chaos - The Best Of (LP, Comp)                  | 1992 | MFLAG 70       |
| Dark Angel        | Decade Of Chaos - The Best Of (CD, Comp, RM)              | 1992 | CDMFLAG 70     |
| Dark Angel        | Time Does Not Heal (2xLP, Album, Gat)                     | 1991 | FLAG 54DM      |
| Dark Angel        | Time Does Not Heal (CD, Album)                            | 1991 | CD FLAG 54     |
| Dark Angel        | Live Scars (LP, Album)                                    | 1990 | M FLAG 42      |
| Dark Angel        | Live Scars (CD)                                           | 1990 | CDMFLAG 42     |
| Dark Angel        | Leave Scars (LP, Album)                                   | 1989 | FLAG 30        |
| Dark Angel        | Leave Scars (CD, Album)                                   | 1988 | CD FLAG 30     |
| Dark Angel        | Darkness Descends (LP, Album)                             | 1986 | FLAG 6         |
| Dark Angel        | Darkness Descends (LP, Album)                             | 1986 | 2356           |
| Death             | Fate (Cass, Comp)                                         | 1992 | TMFLAG 71      |
| Death             | Fate (LP, Comp)                                           | 1992 | M FLAG 71      |
| Death             | Fate (CD, Comp)                                           | 1992 | CDMFLAG 71     |
| Death             | Spiritual Healing (Cass, Alb)                             | 1990 | T FLAG 38      |
| Death             | Spiritual Healing (LP, Pic, Album)                        | 1990 | FLAG 38 P      |
| Death             | Spiritual Healing (LP, Album)                             | 1990 | FLAG 38        |
| Death             | Spiritual Healing (CD, Album)                             | 1990 | CD FLAG 38     |
| Death             | Leprosy (Cass, Album)                                     | 1988 | TFLAG24        |
| Death             | Leprosy (LP, Album, Pic)                                  | 1988 | FLAG 24P       |
| Death             | Leprosy (LP, Album)                                       | 1988 | FLAG 24        |
| Death             | Leprosy (CD, Album)                                       | 1988 | CDFLAG24       |
| Death             | Scream Bloody Gore (LP, Album)                            | 1987 | FLAG 12        |
| Death             | Scream Bloody Gore (CD, Album)                            | 1987 | CD FLAG 12     |
| Death             | Scream Bloody Gore (LP, Album)                            | 1987 | 2372           |
| Death Angel       | The Ultra-Violence (LP, Album)                            | 1987 | FLAG 14        |
| Dethrone          | Let The Day Begin (Album) (2 versions)                    | 1989 | FLAG 41        |
| Dethrone          | Let The Day Begin (LP, Album)                             | 1989 | FLAG 41        |
| Dethrone          | Let The Day Begin (LP, W/Lbl)                             | 1989 | FLAG 41        |
| Dethrone          | Let The Day Begin (CD, Album)                             | 1989 | CD FLAG 41     |
| Detritus          | Perpetual Defiance (Cass, Album)                          | 1990 | T FLAG 55      |
| Detritus          | Perpetual Defiance (LP, Album)                            | 1990 | FLAG 55        |
| Detritus          | Perpetual Defiance (CD, Album)                            | 1990 | CD FLAG 55     |
| Devastation       | Signs Of Life (LP, Album)                                 | 1989 | none           |
| Devastation       | Signs Of Life (LP, Album)                                 | 1989 | FLAG 44        |
| Devastation       | Signs Of Life (CD, Album)                                 | 1989 | CDFLAG 44      |
| Dragon            | Scream Of Death (LP, Album)                               | 1991 | FLAG 58        |
| Dragon            | Scream Of Death (CD, Album)                               | 1991 | CDFLAG 58      |
| Dragon            | Fallen Angel (LP, Album)                                  | 1990 | FLAG 48        |
| Dragon            | Fallen Angel (CD, Album)                                  | 1990 | CDFLAG 48      |
| English Dogs      | Where Legend Began (LP)                                   | 1987 | 2355           |
| English Dogs      | Where Legend Began (LP, Gat)                              | 1986 | FLAG4          |
| English Dogs      | Metalmorphosis (2 versions)                               | 1986 | 12 FLAG 101    |
| Faith Or Fear     | Punishment Area (LP)                                      | 1989 | FLAG 34        |
| Faith Or Fear     | Punishment Area (CD, Album)                               | 1989 | CD FLAG 34     |
| Forbidden         | Point Of No Return (LP, Comp)                             | 1992 | MFLAG 73       |
| Forbidden         | Twisted Into Form (LP, Album)                             | 1990 | FLAG 43        |
| Forbidden         | Twisted Into Form (CD, Album)                             | 1990 | CD FLAG 43     |
| Forbidden         | Raw Evil - Live At The Dynamo (12")                       | 1989 | 12 FLAG 108    |
| Forbidden         | Forbidden Evil (Album) (2 versions)                       | 1988 | FLAG 27        |
| Forbidden         | Forbidden Evil (LP, Album)                                | 1988 | FLAG 27        |
| Forbidden         | Forbidden Evil (LP)                                       | 1988 | Flag 27        |
| Forbidden         | Forbidden Evil (CD, Album)                                | 1988 | CD FLAG 27     |
| Forbidden         | Forbidden Evil (LP, Album)                                | 1988 | 102551         |
| GBH               | A Fridge Too Far (LP)                                     | 1990 | ?              |
| Genitorturers     | 120 Days Of Genitorture (CD, Album)                       | 1993 | CD FLAG 81     |
| Hexx              | Quest For Sanity (12", EP)                                | 1988 | M FLAG 22      |
| Holy Terror       | Mind Wars (Cass, Album)                                   | 1988 | T FLAG 25      |
| Holy Terror       | Mind Wars (LP, Album)                                     | 1988 | FLAG 25        |
| Holy Terror       | Mind Wars (CD, Album)                                     | 1988 | CD FLAG 25     |
| Holy Terror       | Terror And Submission (LP)                                | 1987 | FLAG 10        |
| Holy Terror       | Terror And Submission (CD, Album, Unofficial)             | 1987 | CD FLAG 10     |
| Holy Terror       | Terror And Submission (LP, Album)                         | 1987 | 2371           |
| Mortal Sin        | Every Dog Has It's Day (LP, Album)                        | 1991 | FLAG 61        |
| Mortal Sin        | Every Dog Has It's Day (Album) (2 versions)               | 1991 | CDFLAG 61      |
| Mortal Sin        | Every Dog Has It's Day (CD, Album)                        | 1991 | CDFLAG 61      |
| Mortal Sin        | Every Dog Has It's Day (CD, Album, Boo)                   | 1991 | CDFLAG 61      |
| Nuclear Assault   | Out Of Order (Cass, Album)                                | 1991 | TFLAG 64       |
| Nuclear Assault   | Out Of Order (LP, Album)                                  | 1991 | Flag 64        |
| Nuclear Assault   | Out Of Order (CD, Album)                                  | 1991 | CD FLAG 64     |
| Nuclear Assault   | Handle With Care (LP, Album)                              | 1989 | FLAG 35        |
| Nuclear Assault   | Handle With Care (CD, Album)                              | 1989 | CD FLAG 35     |
| Nuclear Assault   | Survive (Cass, Album)                                     | 1988 | TFLAG21        |
| Nuclear Assault   | Fight To Be Free (Cass, EP)                               | 1988 | T12Flag 105    |
| Nuclear Assault   | Fight To Be Free (12", EP, Ltd, Pos)                      | 1988 | PB 12 FLAG 105 |
| Nuclear Assault   | Survive (LP, Album, Pic)                                  | 1988 | FLAG 21 P      |
| Nuclear Assault   | Survive (LP, Album)                                       | 1988 | FLAG21         |
| Nuclear Assault   | Survive (CD, Album)                                       | 1988 | CD FLAG 21     |
| Nuclear Assault   | Fight To Be Free (CD, EP)                                 | 1988 | CD 12FLAG 105  |
| Nuclear Assault   | Good Times, Bad Times (12")                               | 1988 | 12 FLAG 107    |
| Nuclear Assault   | Fight To Be Free (EP) (2 versions)                        | 1988 | 12FLAG 105     |
| Nuclear Assault   | Fight To Be Free (12", EP, Ltd, Pos)                      | 1988 | 12FLAG 105     |
| Nuclear Assault   | Fight To Be Free (12", EP)                                | 1988 | 12 Flag 105    |
| Nuclear Assault   | The Plague (12", MiniAlbum)                               | 1987 | M FLAG 13      |
| Nuclear Assault   | Game Over (CD)                                            | 1987 | CD FLAG 5      |
| Nuclear Assault   | The Plague (12", MiniAlbum)                               | 1987 | 2382           |
| Nuclear Assault   | Game Over (LP, Album)                                     | 1986 | FLAG 5         |
| Nuclear Assault   | Brain Death (12")                                         | 1986 | 12 FLAG 102    |
| Onslaught         | Power From Hell (CD, Album, RE)                           | 1993 | PCCY-00480     |
| Onslaught         | Let There Be Rock (12", Pic)                              | 1987 | P12FLAG 103    |
| Onslaught         | Let There Be Rock (7", Promo, S/Sided)                    | 1987 | FLAG 103 ADJ   |
| Onslaught         | Power From Hell (LP, Album, RE)                           | 1987 | 88561-8173-1   |
| Onslaught         | Let There Be Rock (12")                                   | 1987 | 12FLAG 103     |
| Onslaught         | The Force (Cass, Alb)                                     | 1986 | T FLAG 1       |
| Onslaught         | Power From Hell (LP, Album, RE)                           | 1986 | FLAG 7         |
| Onslaught         | The Force (LP, Album)                                     | 1986 | FLAG 1         |
| Onslaught         | The Force (CD, Album)                                     | 1986 | CD FLAG 1      |
| Overdose          | Progress Of Decadence (CD, Album)                         | 1994 | CDFLAG 83      |
| Overkill          | !!!Fuck You!!! (12")                                      | 1987 | 12 FLAG 104    |
| Possessed         | The Eyes Of Horror (12", EP)                              | 1987 | M FLAG 16      |
| Possessed         | Beyond The Gates / The Eyes Of Horror (Comp) (2 versions) | 1987 | CD FLAG 3      |
| Possessed         | Beyond The Gates / The Eyes Of Horror (CD, Comp)          | 1987 | CD FLAG 3      |
| Possessed         | Beyond The Gates / The Eyes Of Horror (CD, Comp, RE)      | 1988 | CD FLAG 3      |
| Possessed         | Beyond The Gates (Album) (2 versions)                     | 1986 | FLAG 3         |
| Possessed         | Beyond The Gates (LP, Album)                              | 1987 | FLAG 3         |
| Possessed         | Beyond The Gates (LP, Album, Gat)                         | 1986 | FLAG 3         |
| Praying Mantis    | Predator In Disguise (CD, Album)                          | 1993 | CDFLAG 77      |
| Raven             | Nothing Exceeds Like Excess (LP, Album)                   | 1988 | FLAG 28        |
| Raven             | Nothing Exceeds Like Excess (CD, Album)                   | 1988 | CDFLAG 28      |
| Raven             | Nothing Exceeds Like Excess (LP, Album)                   | 1988 | 102351         |
| Re-Animator       | That Was Then... This Is Now (Album) (2 versions)         | 1992 | FLAG 67        |
| Re-Animator       | That Was Then... This Is Now (LP, Album)                  | 1992 | FLAG 67        |
| Re-Animator       | That Was Then... This Is Now (CD, Album)                  | 1992 | FLAG 67        |
| Re-Animator       | Laughing (LP)                                             | 1991 | FLAG 53        |
| Re-Animator       | Laughing (CD, Album)                                      | 1991 | CDFLAG 53      |
| Re-Animator       | Condemned To Eternity/Deny Reality (CD, Comp)             | 1990 | MCD 1065-2     |
| Re-Animator       | Condemned To Eternity (LP, Album)                         | 1990 | FLAG 37        |
| Re-Animator       | Condemned To Eternity/Deny Reality (CD, Comp)             | 1990 | CSCS 5261      |
| Re-Animator       | Condemned To Eternity/Deny Reality (CD, Comp)             | 1990 | CD FLAG 37     |
| Re-Animator       | Deny Reality (LP, MiniAlbum)                              | 1989 | M FLAG 32      |
| Re-Animator       | Deny Reality (LP, MiniAlbum)                              | 1989 | 103011         |
| Ripping Corpse    | Dreaming With The Dead (LP, Album)                        | 1991 | FLAG 57        |
| Ripping Corpse    | Dreaming With The Dead (CD, Album)                        | 1991 | CDFLAG 57      |
| Sacrilege         | Turn Back Trilobite (LP, Gat)                             | 1989 | FLAG 29        |
| Sacrilege         | Turn Back Trilobite (CD, Album)                           | 1989 | CD FLAG 29     |
| Sacrilege         | Within The Prophecy (12", Album, W/Lbl)                   | 1987 | FLAG 15        |
| Sacrilege         | Within The Prophecy (LP, Album)                           | 1987 | FLAG 15        |
| Sarcofago         | The Laws Of Scourge (Cass, Album)                         | 1992 | MASS 0008      |
| Sarcofago         | The Laws Of Scourge (CD, Album)                           | 1992 | CDFLAG 66      |
| Sarcófago         | The Laws Of Scourge (Cass, Album)                         | 1992 | TMNF 66        |
| Sarcófago         | The Laws Of Scourge (LP, Album)                           | 1992 | FLAG 66        |
| Sarcófago         | Rotting (Cass, MiniAlbum)                                 | 1989 | TFLAG52        |
| Sarcófago         | Rotting (MiniAlbum) (2 versions)                          | 1989 | FLAG 52        |
| Sarcófago         | Rotting (12", MiniAlbum)                                  | 1989 | FLAG 52        |
| Sarcófago         | Rotting (CD, MiniAlbum)                                   | 1989 | CDFLAG 52      |
| Sarcófago         | Rotting (12", MiniAlbum, Promo, W/Lbl)                    | 1991 | FLAG 52        |
| Seventh Angel     | Lament For The Weary (Vinyl, Album)                       | 1992 | FLAG 65        |
| Seventh Angel     | Lament For The Weary (CD, Album)                          | 1992 | CDFLAG 65      |
| Seventh Angel     | The Torment (Cass, Album)                                 | 1990 | TFLAG 51       |
| Seventh Angel     | The Torment (LP, Album)                                   | 1990 | FLAG 51        |
| Seventh Angel     | The Torment (CD, Album)                                   | 1990 | CDFLAG 51      |
| Turbo             | Dead End (LP, Album)                                      | 1990 | FLAG 47        |
| Turbo             | Dead End (CD, Album)                                      | 1990 | CDFLAG 47      |
| Various           | Speed Kills 6 - Violence Of The Slams (2xLP, Comp)        | 1992 | FLAG 69        |
| Various           | Speed Kills 6: Violence Of The Slams (CD, Comp)           | 1992 | CD FLAG 69     |
| Various           | Speed Kills 5: Head Crushing Metal (Cass, Comp)           | 1990 | TFLAG 46       |
| Various           | Speed Kills 5 Head Crushing Metal (2xLP, Comp)            | 1990 | FLAG 46        |
| Various           | Speed Kills 5: Head Crushing Metal (CD, Comp)             | 1990 | CD FLAG 46     |
| Various           | Speed Kills...But Who's Dying? (2xLP, Comp)               | 1989 | FLAG 33        |
| Various           | Speed Kills...But Who's Dying? (CD, Comp)                 | 1989 | CD FLAG 33     |
| Various           | Speed Kills III - A Catalogue Of Destruction (LP)         | 1987 | FLAG 17        |
| Various           | Speed Kills II - The Mayhem Continues... (LP)             | 1986 | FLAG 2         |
| Venom             | The Waste Lands (LP, Album)                               | 1992 | FLAG 72        |
| Venom             | The Waste Lands (CD, Album)                               | 1992 | CD FLAG 72     |
| Venom             | Temples Of Ice (LP)                                       | 1991 | FLAG 56        |
| Venom             | Temples Of Ice (CD, Album)                                | 1991 | CDFLAG 56      |
| Venom             | ... Tear Your Soul Apart (12", EP)                        | 1990 | -              |
| Venom             | ... Tear Your Soul Apart (CD, EP)                         | 1990 | CDMFLAG 50     |
| Venom             | Prime Evil (Cass, Album)                                  | 1989 | TFLAG 36       |
| Venom             | Prime Evil (LP, Album, Pic, Ltd)                          | 1989 | -              |
| Venom             | Prime Evil (Album) (3 versions)                           | 1989 | FLAG 36        |
| Venom             | Prime Evil (LP, Album)                                    | 1989 | FLAG 36        |
| Venom             | Prime Evil (LP, Album)                                    | 1990 | -              |
| Venom             | Prime Evil (LP, Album, TP)                                | 1989 | FLAG 36        |
| Venom             | Prime Evil (Album) (2 versions)                           | 1989 | CD FLAG 36     |
| Venom             | Prime Evil (CD, Album)                                    | 1992 | CD FLAG 36     |
| Venom             | Prime Evil (CD, Album)                                    | 1989 | CD FLAG 36     |
| Venom             | Prime Evil (Cass, Album)                                  | 1989 | 104614         |
| Venom             | Prime Evil (LP, Album)                                    | 1989 | 104611         |
| Wolf Spider       | Drifting In The Sullen Sea (LP, Album)                    | 1991 | FLAG 63        |
| Wolf Spider       | Drifting In The Sullen Sea (CD, Album)                    | 1991 | CDFLAG 063     |
| Wolf Spider       | Kingdom Of Paranoia (LP, Album)                           | 1990 | FLAG 49        |
| Wolf Spider       | Kingdom Of Paranoia (CD, Album)                           | 1990 | CDFLAG 49      |